# 胡其瑞
胡其瑞（Chijui Hu），筆名出谷司馬，台灣童書作家，著有《舌燦蓮花定天下：張儀》、《運籌帷幄，決勝千里：張良》、《石頭將軍：吳起》、《轉危為安救大唐：郭子儀》等著作。

## 學歷
- 教研究所博士[1]
- 國立政治大學歷史系碩士
- 國立政治大學歷史系學士
- 建國中學

## 經歷
- 中央研究院歷史語言研究所研究助理
- 曾受邀到中原大學演講[2]。
- 現任國立彰化師範大學歷史學研究所副教授[3]

## 作品

### 學術著作
- 專書《中國西南苗族基督徒與國家(1900-1960)》
- 博士論文〈中國西南苗族的基督新教與現代性（1900-1960）〉[4]。
- 寫在衣服上的歷史—大花苗族服飾裡的故事[5]。
- 〈「今生的驕傲」或「來世的權能」？近代中國西南苗族基督徒的困惑與抉擇〉，《基督教與華人文化社會研究中心通訊》9期，桃園：中原大學，2017.03：7-11。
- 〈內地會教育事工在當代中國的再現—以貴州赫章縣葛布教會聖經學校為例〉，收入：林治平、吳昶興編，《跨越三個世紀的傳教運動（1865~2015）—內地會來華裔百五十年宣教論文集》，台北：財團法人基督教宇宙光全人關懷機構、中原大學宗教研究所，2016.12：335-357。（ISBN：978-957-727-492-7）
- 〈一九五０年代中國農村社會主義改造與苗族的「天啟末世」 運動－以鬧升天、搬家與皇帝事件為例〉，《新史學》27:1，台北：2016.03：121-175。（THCI core）
- 〈基督新教循道會與中國內地會在黔西北苗族地區傳教工作之比較〉，《台灣宗教研究》12:1/2，台北：2013.12：83-122。
- 〈動盪與穩定的抉擇：廣州商人與孫中山的革命運動（1920-1926）〉，《近代廣州研究》（第一輯），廣州：廣東人民出版社，2013.8：3-65。
- 〈宗教祭儀與數位典藏的整合—以湘西苗族還儺願儀式為例〉，《2009數位典藏與數位學習國際會議論文集》，台北：數位典藏與學習國合計畫，中研院物理所，民國99年：180-196。
- 〈廣州市歷史檔案典藏機構介紹〉，《國史館館刊》復刊第33期，台北：2002.12：233-241。
- 〈愛國獎券與近代台灣社會〉，《政大史粹》4，台北：2002.7：55-88。
- 〈商幫到商會—試論廣州商務總會的興起〉，《兩岸三地「研究生視野下的近代中國」研討會論文集》，台北：政治大學歷史學系，2000.12：345-365。
- 〈中國近代商人研究之回顧—以台海兩岸之論著為中心的探討〉，《中國歷史學會史學集刊》32，台北，2000.7：273-286。

### 散文發表
- 〈餓的話，每日熬一鷹〉
- 〈兵變俱樂部〉
- 〈我的情報局鄰居們〉
- 〈兩個女人的戰爭〉
- 〈我的DIY老爹〉

### 童書出版
世紀人物100系列
- 《舌燦蓮花定天下：張儀》
- 《運籌帷幄，決勝千里：張良》
- 《石頭將軍：吳起》
- 《轉危為安救大唐：郭子儀》

小說欣賞系列
- 《東周列國志》

世紀領航人物系列
- 《馬丁‧路德‧金恩》

創意人物
- 《麥克沃特兄弟》
- 《格林兄弟》

歷史遊戲王
- 《先秦疊疊樂》

## 相關
- 2017年1月，淡江大學碩士生楊道揆訪問王金選和方素珍、李如青、胡其瑞、林秀穗、廖健宏、陳素燕、黃麟傑、蔡秀敏等一共九位現任臺灣繪本作家，寫成畢業論文。[6]。